# Eric Pierik
Johannes Maria Henricus (Eric) Pierik (Zwolle, 21 maart 1959) is een voormalig Nederlands hockeyer. 
Pierik kwam tussen 1980 en 1984 73 keer uit voor de Nederlandse hockeyploeg waarin hij 1 keer doel trof. Hij nam eenmaal deel aan de Olympische Spelen, maar won bij die gelegenheid geen medaille.
Hij maakte deel uit van de selectie die zesde werd op de Olympische Spelen 1984 in Los Angeles. In Nederland speelde Pierik voor de Hattemse Mixed Hockey Club dat in die periode uitkwam in de Hoofdklasse.
Peter van Asbeck · 
Ewout van Asbeck · 
Lex Bos · 
Roderik Bouwman · 
Cees Jan Diepeveen · 
Theodoor Doyer · 
Maarten van Grimbergen · 
Arno den Hartog · 
Tom van 't Hek · 
Pierre Hermans · 
René Klaassen · 
Hans Kruize · 
Jan Hidde Kruize · 
Ties Kruize · 
Eric Pierik · 
Ron Steens ·
Coach: Wim van Heumen